# Csúd-tó
A Csúd-tó (észtül Peipsi järv, oroszul Чудское озеро [Csudszkoje ozero], németül: Peipussee) Kelet-Európa jelentős tava Észtország és Oroszország határán. A tó a Pszkovi-Csúd tórendszer északi része, a teljes terület 73%-a.

## Elnevezése
Magyarul a 20. század közepéig a tó neve német alakjának megfelelő Peipus-tó formában volt használatos, a Szovjetunió fennállása óta inkább az orosz nevét (Csúd-tó) használták.

## Adatai
A tó átlagos mélysége 7 méter, de a legnagyobb mélysége sem haladja meg a 15 métert. Elsődlegesen kikapcsolódási és sportcélokra használják.
A Võrts-tó vizét az Emajõgi folyó szállítja a Csúd-tóba, és a Narva vezeti le.
Szigetei a Piirissaar, Kolpin, Kamenka.

## Történelmi vonatkozásai
1242 telén a tó jegén zajlott a Csúd-tavi csata a Német Lovagrend és Alekszandr Nyevszkij novgorodi fejedelem, illetve a vele szövetséges Vlagyimir között.
A csatáról Eizenstein készített nagyszabású filmeposzt A jégmezők lovagja címen.